# 本田村 (広島県)
本田村（ほんだそん）は、広島県比婆郡にあった村。現在の庄原市の一部にあたる。

## 地理
本村川の流域に位置していた。

## 歴史
- 1889年（明治22年）4月1日、町村制の施行により、三上郡本村、峰田村が発足[3]。
- 1898年（明治31年）10月1日、郡の統合により上記2村は比婆郡に所属[3]。
- 1942年（昭和17年）2月11日、上記2村が合併して本田村が発足[1][2]。峰、春田、本、上谷の4大字を編成[2]。この合併は広島県の要請で行われ、本村川に沿った細長い村域となり、役場の設置場所の合意が得られず大字本と大字峰に交互に置かれた[2]。
- 1954年（昭和29年）3月31日、比婆郡庄原町、高村、敷信村、山内東村、山内西村、山内北村と合併し、市制施行し庄原市を新設して廃止された[1][2]。

### 地名の由来
合併村名の各一文字を組み合わせたもの。

## 産業
- 農業、商業[2]

## 交通

### 乗合バス
- 1945年（昭和20年）代、庄原～田総～上下、庄原～赤川～本～東城間に各2往復程度の乗合バス運行[2]。

## 教育
- 1947年（昭和22年）県立庄原高等学校（現広島県立庄原実業高等学校）本田分校開校[2]